# Berville-en-Caux
Berville-en-Caux ([bɛʁvil ɑ̃ ko] ) ist eine französische Gemeinde mit 709 Einwohnern (Stand: 1. Januar 2022) im Département Seine-Maritime in der Region Normandie. Die Gemeinde gehört zum Arrondissement Rouen und zum Kanton Yvetot. Die Bewohner werden Bervillais und Bervillaises genannt.
Die ursprünglich mit dem Namen Berville bezeichnete Gemeinde änderte ihre Bezeichnung mit Erlass N° 2017–1744 vom 22. Dezember 2017 auf den aktuellen Namen Berville-en-Caux.

## Geografie
Die Gemeinde liegt im Zentrum des Départements, etwa 35 Kilometer nordnordwestlich von Rouen im Pays de Caux. Umgeben wird Berville von den Nachbargemeinden Étalleville und Prétot-Vicquemare im Norden, Boudeville im Osten und Nordosten, Lindebeuf im Osten, Ouville-l’Abbaye im Süden und Südosten, Amfreville-les-Champs im Süden und Südwesten sowie Doudeville im Westen und Nordwesten.

## Bevölkerungsentwicklung

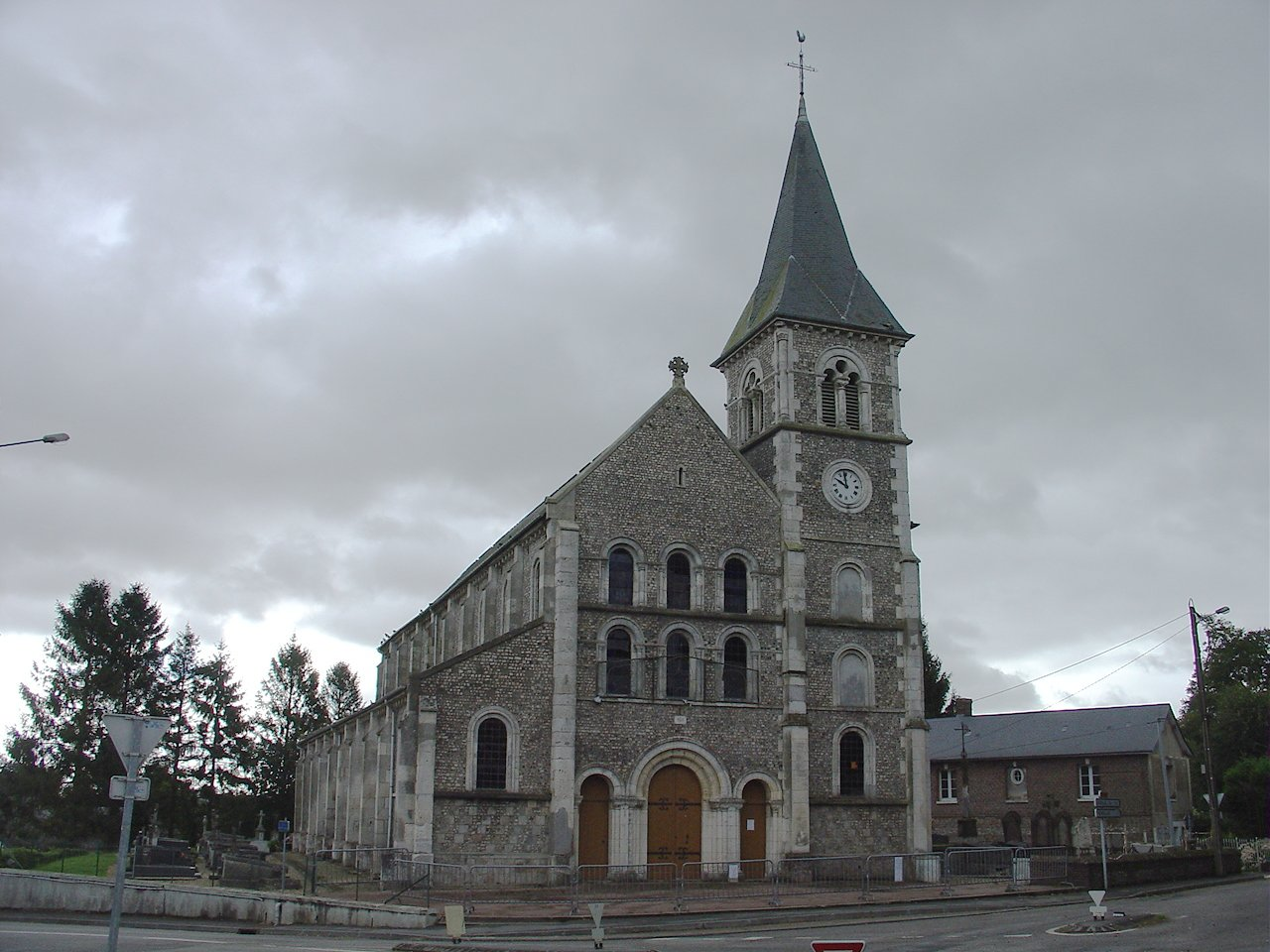
Kirche Saint-Wandrille

| Jahr                       | 1962 | 1968 | 1975 | 1982 | 1990 | 1999 | 2006 | 2013 | 2020 |
| Einwohner                  | 369  | 380  | 411  | 419  | 473  | 480  | 541  | 597  | 687  |
| Quellen: Cassini und INSEE |      |      |      |      |      |      |      |      |      |

## Sehenswürdigkeiten
- Pfarrkirche Saint-Wandrille. Sie wurde im neuromanischen Stil im 19. Jahrhundert neu errichtet.
- Kapelle Saint-Gilles in Baudribosc, im Jahre 1734 neu erbaut.